# 碱雨
導致鹼雨（英語：Alkaline precipitation）發生有兩種原因 - 自然原因和人為原因。當鈣、鋁或鎂等礦物質與其他礦物質結合，形成鹼性殘留物，這些殘留物被排放進入大氣，受雲中的水滴吸收，最終以雨或雪的形式落下，成為鹼雨。水生環境尤其會受鹼雨的影響。由於鹼性沉澱物對環境有害，因此對其進行管理 - 如空氣污染控制、固化和穩定化以及其他改善方法 - 就非常重要。

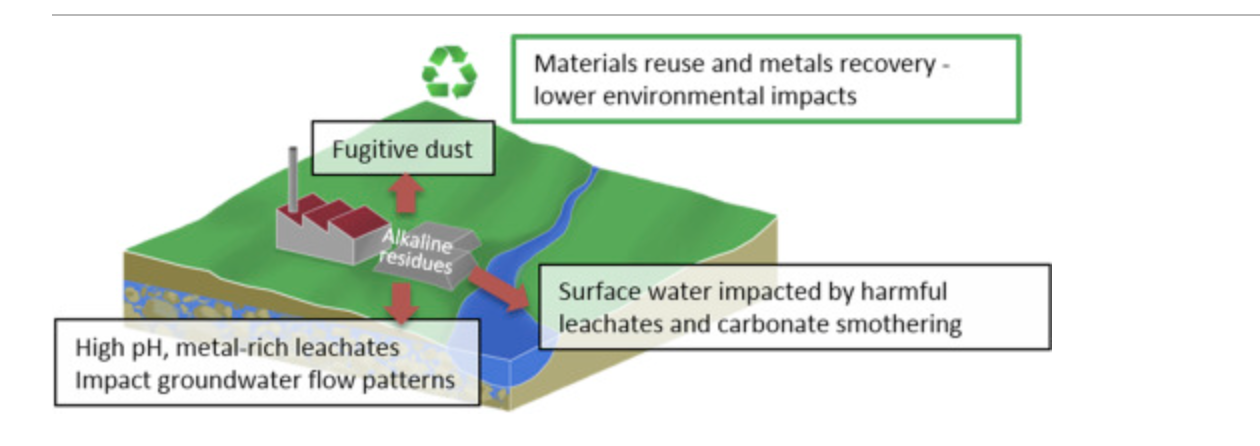
鹼性殘留物對環境的影響 - 工業流程產生的殘留物會滲入地下水，改變水的pH值，或是以飛散粉塵的形式進入大氣。

## 自然原因
雖然大多數自然降雨呈弱酸性，但在沒顯著污染物影響的自然條件下，也可能出現鹼雨。在半乾旱地區，大量含有礦物的沙漠土壤粉層被對流空氣推升到空中，隨風傳播，之後與水汽混合，隨雲移動，然後以雨塵的形式沉降到地面。

## 人為原因
造成鹼雨的主要原因是來自工廠和廢棄物堆放場的排放物。含有大量鹼性化合物（如碳酸鈣）的礦物粉塵也會升高降水的pH值，形成鹼雨。鹼雨與酸雨有相反的性質。工業過程中的煤燃燒、石灰石加工、鉻礦和氧化鋁提煉、以及鋼鐵製造等會產生造成環境污染的鹼性殘渣。這類殘渣數量龐大，且不斷增加，其主要成分是鈉、鈣或鎂的氧化物，經水合後會產生可溶性氫氧化物。鹼雨的其他來源包括含有鹼性元素（例如鈉、鈣、鎂和鉀）的未鋪砌道路路面和表面土壤。

### 鹼雨的影響
鹼雨中的pH值可升高到8.5-10的程度，會擾亂水生生態系統。這些干擾會導致水生生物發生生理變化，改變氨的排出速度，而在生物體內積累。水中的pH值變化會促使方解石從鹼性滲濾液中沉澱，而阻斷海底生物界和沿海水生界空氣來源，造成窒息，同時也降低光線穿透率。

### 管理
空氣污染控制措施所收集的陶瓷材料，或可回收，或是送往垃圾掩埋場棄置。在進行前述兩種做法時，需要先行固化/穩定、熱處理，或是幾種做法的組合。 處理這類廢棄物（如鋁土礦）最常用的是固化/穩定。改善鹼性滲濾液需採用主動曝氣以促進碳化、把殘留物堆放處或是存放池塘中的水再循環處理，以及加酸中和。在處理廠中也會使用強酸（例如鹽酸和硫酸）來中和pH值，由這類工廠發生的徑流對水生環境仍具有毒性。濕地也是種可用於處理鹼性滲濾液的低成本做法。 